# Thuế môn bài
Thuế môn bài là một sắc thuế trực thu mà các tổ chức và cá nhân kinh doanh phải nộp hàng năm cho cơ quan quản lý thuế trực tiếp.
Mức thu thuế phân theo bậc, được xác định dựa trên vốn điều lệ/vốn đầu tư (đối với tổ chức) hoặc doanh thu của năm kinh doanh kế trước (đối với hộ kinh doanh, cá nhân kinh doanh).
Hiện nay, thuật ngữ “thuế môn bài” không còn được sử dụng trong văn bản pháp luật của nhà nước, mà thay vào đó là sử dụng thuật ngữ “lệ phí môn bài”.

## Trường hợp phải nộp lệ phí môn bài
Căn cứ Điều 2 Nghị định 139/2016/NĐ-CP và khoản 1 Điều 1 Thông tư 65/2020/TT-BTC, người nộp lệ phí môn bài là tổ chức, cá nhân hoạt động sản xuất, kinh doanh hàng hóa, dịch vụ, trừ trường hợp được miễn. Cụ thể có 7 trường hợp phải nộp thuế môn bài:
1. Doanh nghiệp được thành lập theo quy định của pháp luật.
2. Tổ chức được thành lập theo Luật hợp tác xã.
3. Đơn vị sự nghiệp được thành lập theo quy định của pháp luật.
4. Tổ chức kinh tế của tổ chức chính trị, tổ chức chính trị - xã hội, tổ chức xã hội, tổ chức xã hội - nghề nghiệp, đơn vị vũ trang nhân dân.
5. Tổ chức khác hoạt động sản xuất, kinh doanh.
6. Chi nhánh, văn phòng đại diện và địa điểm kinh doanh của các tổ chức quy định tại các khoản 1, 2, 3, 4 và 5 Điều này (nếu có).
7. Cá nhân, nhóm cá nhân, hộ gia đình hoạt động sản xuất, kinh doanh.

## Trường hợp được miễn thuế môn bài
Nghị định 139/2016/NĐ-CP quy định có 7 đối tượng được miễn lệ phí môn bài. Đến Nghị định 22/2020/NĐ-CP đã bổ sung thêm 3 đối tượng được miễn lệ phí môn bài nữa và sửa đổi 2 đối tượng thứ 6 và 7 của Nghị định 139/2016/NĐ-CP.
1.Cá nhân, nhóm cá nhân, hộ gia đình hoạt động sản xuất, kinh doanh có doanh thu hàng năm từ 100 triệu đồng trở xuống.
2. Cá nhân, nhóm cá nhân, hộ gia đình hoạt động sản xuất, kinh doanh không thường xuyên; không có địa điểm cố định.
3. Cá nhân, nhóm cá nhân, hộ gia đình sản xuất muối.
4. Tổ chức, cá nhân, nhóm cá nhân, hộ gia đình nuôi trồng, đánh bắt thủy, hải sản và dịch vụ hậu cần nghề cá.
5. Điểm bưu điện văn hóa xã; cơ quan báo chí (báo in, báo nói, báo hình, báo điện tử).
6. Hợp tác xã, liên hiệp hợp tác xã (bao gồm cả chi nhánh, văn phòng đại diện, địa điểm kinh doanh) hoạt động trong lĩnh vực nông nghiệp theo quy định của pháp luật về hợp tác xã nông nghiệp.
7. Quỹ tín dụng nhân dân; chi nhánh, văn phòng đại diện, địa điểm kinh doanh của hợp tác xã, liên hiệp hợp tác xã và của doanh nghiệp tư nhân kinh doanh tại địa bàn miền núi.
8. Miễn lệ phí môn bài trong năm đầu thành lập hoặc ra hoạt động sản xuất, kinh doanh (từ ngày 01 tháng 01 đến ngày 31 tháng 12) đối với:
a) Tổ chức thành lập mới (được cấp mã số thuế mới, mã số doanh nghiệp mới).
b) Hộ gia đình, cá nhân, nhóm cá nhân lần đầu ra hoạt động sản xuất, kinh doanh.
c) Trong thời gian miễn lệ phí môn bài, tổ chức, hộ gia đình, cá nhân, nhóm cá nhân thành lập chi nhánh, văn phòng đại diện, địa điểm kinh doanh thì chi nhánh, văn phòng đại diện, địa điểm kinh doanh được miễn lệ phí môn bài trong thời gian tổ chức, hộ gia đình, cá nhân, nhóm cá nhân được miễn lệ phí môn bài.
9. Doanh nghiệp nhỏ và vừa chuyển từ hộ kinh doanh được miễn lệ phí môn bài trong thời hạn 03 năm kể từ ngày được cấp giấy chứng nhận đăng ký doanh nghiệp lần đầu.
a) Trong thời gian miễn lệ phí môn bài, doanh nghiệp nhỏ và vừa thành lập chi nhánh, văn phòng đại diện, địa điểm kinh doanh thì chi nhánh, văn phòng đại diện, địa điểm kinh doanh được miễn lệ phí môn bài trong thời gian doanh nghiệp nhỏ và vừa được miễn lệ phí môn bài.
b) Chi nhánh, văn phòng đại diện, địa điểm kinh doanh của doanh nghiệp nhỏ và vừa (thuộc diện miễn lệ phí môn bài theo quy định tại Điều 16 Luật Hỗ trợ doanh nghiệp nhỏ và vừa) được thành lập trước thời điểm Nghị định này có hiệu lực thi hành thì thời gian miễn lệ phí môn bài của chi nhánh, văn phòng đại diện, địa điểm kinh doanh được tính từ ngày Nghị định này có hiệu lực thi hành đến hết thời gian doanh nghiệp nhỏ và vừa được miễn lệ phí môn bài.
c) Doanh nghiệp nhỏ và vừa chuyển đổi từ hộ kinh doanh trước ngày Nghị định này có hiệu lực thi hành thực hiện miễn lệ phí môn bài theo quy định tại Điều 16 và Điều 35 Luật Hỗ trợ doanh nghiệp nhỏ và vừa.
10. Cơ sở giáo dục phổ thông công lập và cơ sở giáo dục mầm non công lập

## Việt Nam

### Đông Dương
Thuế môn bài xuất hiện vào thời Pháp thuộc. Chính phủ Liên bang Đông Dương giữ độc quyền với năm mặt hàng mà người dân chỉ được mua ở những cửa hàng chính thức: rượu, muối, thuốc phiện, thuốc lào và diêm quẹt. Những cửa hàng này đều phải trưng phù hiệu của sở thuế tức môn bài 門牌, nghĩa đen là "bảng cửa" nên giấy phép cấp cho nhà buôn được quyền bán mặt hàng đó có tên là thuế môn bài.

### Cộng hòa Xã hội Chủ nghĩa Việt Nam
Doanh nghiệp tư nhân, công ty hợp danh, công ty trách nhiệm hữu hạn và công ty cổ phần trả thuế môn bài căn cứ trên số vốn đăng ký trong giấy chứng nhận đăng ký kinh doanh hoặc giấy phép đầu tư. 
| Số vốn đăng ký (tỷ đồng)                                                                   | Thuế môn bài hàng năm (đồng) |
| ------------------------------------------------------------------------------------------ | ---------------------------- |
| Trên 10 tỷ                                                                                 | 3.000.000                    |
| Từ 10 tỷ trở xuống                                                                         | 2.000.000                    |
| Chi nhánh, văn phòng đại diện, địa điểm kinh doanh, đơn vị sự nghiệp, tổ chức kinh tế khác | 1.000.000                    |

Hộ gia đình trả thuế môn bài căn cứ trên tổng thu nhập năm:
| Mức doanh thu                   | Thuế môn bài hàng năm (đồng) |
| ------------------------------- | ---------------------------- |
| Trên 500 triệu đồng/năm         | 1.000.000                    |
| Trên 300 đến 500 triệu đồng/năm | 500.000                      |
| Trên 100 đến 300 triệu đồng/năm | 300.000                      |

Thuế môn bài là một loại chi phí cố định
NỘP THUẾ MÔN BÀI:
1- Thời gian nộp thuế Môn bài:
Cơ sở kinh doanh đang kinh doanh hoặc mới thành lập, được cấp đăng ký thuế và mã số thuế trong thời gian của 6 tháng đầu năm thì nộp mức Môn bài cả năm, nếu thành lập, được cấp đăng ký thuế và mã số thuế trong thời gian 6 tháng cuối năm thì nộp 50% mức thuế Môn bài cả năm. Cơ sở đang sản xuất kinh doanh nộp thuế Môn bài ngay tháng đầu của năm dương lịch; cơ sở mới ra kinh doanh nộp thuế Môn bài ngay trong tháng được cấp đăng ký thuế và cấp mã số thuế.
Cơ sở kinh doanh có thực tế kinh doanh nhưng không kê khai đăng ký thuế, phải nộp mức thuế Môn bài cả năm không phân biệt thời điểm phát hiện là của 6 tháng đầu năm hay 6 tháng cuối năm
2 - Cơ sở kinh doanh đăng ký nộp thuế với cơ quan thuế cấp nào thì nộp thuế Môn bài tại cơ quan thuế cấp đó. Trường hợp cơ sở kinh doanh có nhiều cửa hàng, cửa hiệu trực thuộc nằm ở các điểm khác nhau trong cùng địa phương thì cơ sở kinh doanh nộp thuế Môn bài của bản thân cơ sở, đồng thời nộp thuế Môn bài cho các cửa hàng, cửa hiệu trực thuộc, đóng trên cùng địa phương. Các chi nhánh, cửa hàng, cửa hiệu đóng ở địa phương khác thì nộp thuế Môn bài tại cơ quan thuế nơi có chi nhánh, cửa hàng, cửa hiệu kinh doanh.
Sau khi nộp thuế Môn bài, cơ sở kinh doanh, cửa hàng, cửa hiệu được Cơ quan thuế cấp một thẻ Môn bài hoặc một chứng từ chứng minh đã nộp thuế Môn bài (biên lai thuế hay giấy nộp tiền vào ngân sách có xác nhận của kho bạc) ghi rõ tên cơ sở kinh doanh, cửa hàng, cửa hiệu, địa chỉ, ngành nghề kinh doanh... làm cơ sở để xuất trình khi các cơ quan chức năng kiểm tra kinh doanh.
Cơ sở kinh doanh không có địa điểm cố định như kinh doanh buôn chuyến, kinh doanh lưu động, hộ xây dựng, vận tải, nghề tự do khác... nộp thuế Môn bài tại cơ quan thuế nơi mình cư trú hoặc nơi mình được cấp ĐKKD.
HỒ SƠ THUẾ MÔN BÀI
Mẫu số 01/LPMB
Giấy nộp tiền